# Saint-Jean-de-Daye
 Saint-Jean-de-Daye  es una población y comuna francesa, situada en la región de Baja Normandía, departamento de Mancha, en el distrito de Saint-Lô y cantón de Saint-Jean-de-Daye.

## Demografía
| 441 | 519 | 521 | 611 | 595 | 614 |
| Para los censos de 1962 a 1999 la población legal corresponde a la población sin duplicidades (Fuente: INSEE [Consultar]) |     |     |     |     |     |